# Rosario de Lerma
Rosario de Lerma è un comune dell'Argentina, appartenente alla provincia di Salta, capoluogo dell'omonimo dipartimento. Al 2010 la popolazione era di 24.922 abitanti.

## Storia
La cittadina venne menzionata per la prima volta nel 1802 col nome di Rosario de Los Cerrillos, cambiando poi nome nel 1870 in quello attuale. Nel 1875 viene eretto il dipartimento omonimo, di cui ne diventa capoluogo. Il 28 aprile 1817 qui si tenna una battaglia nell'ambito della guerra d'indipendenza argentina. Tale evento è localmente commemorato ogni anno.

## Geografia
Rosario de Lerma sorge al margine sudoccidentale dell'area metropolitana di Salta, dal cui centro dista circa 35 km. Altri centri vicino sono Campo Quijano (11 km, nel dipartimento lermense), La Merced (13 km), Cerrillos (15 km), El Carril (17 km), e Chicoana (23 km). I comuni confinanti sono Campo Quijano, Cerrillos, La Merced, El Carril, Chicoana e Payogasta; mentre i dipartimenti sono quelli di Cachi, Chicoana e Cerrillos.
Oltre al centro capoluogo, Rosario conta le piccole frazioni di El Pucará e Los Retroños. L'area ad ovest del fiume Rosario, che costituisce circa i 2/3 del territorio comunale, è pressoché spopolata e prevalentemente montuosa: e conta anche una riserva faunistica silvestre chiamata Carabajal.

## Trasporti
Rosario de Lerma conta una stazione sulla ferrovia internazionale che collega Salta ad Antofagasta, in Cile, attraverso le Ande. Usata principalmente per il trasporto merci, la linea è famosa per il treno turistico Tren a las Nubes, ma la cittadina è servita principalmente dalla relazione regionale "Servicio Regional Salta" Güemes-Salta-Campo Quijano. Una fermata minore, sempre sulla stessa linea, si trova anche nella frazione di El Pucará.
A livello stradale, Rosario è servita da diverse strade provinciali (Rutas Provinciales, RP), tra cui le principali sono la RP36, che intercollegano la Strada Nazionale 51 (RN51) con la Strada Nazionale 68 (RN68), e la RP23 verso Cerrillos, che la collega con Salta.